# Абіко (Тіба)

35°51′51″ пн. ш. 140°1′42″ сх. д. / 35.86417° пн. ш. 140.02833° сх. д.
Абіко (яп. 我孫子市, あびこし, МФА: [abʲiko ɕi̥]) — місто в Японії, в префектурі Тіба.

## Короткі відомості
Розташоване в північно-західній частині префектури, між річкою Тоне і болотом Теґану. Виникло на основі середньовічного постоялого містечка на Мітоському шляху. Основою економіки є сільське господарство, рисівництво, харчова промисловість, комерція. Станом на 1 жовтня 2008 площа міста становила 43,19 км². Станом на 1 січня 2009 населення міста становило 134 500 осіб.